# ویسن
شهر ویسن (به آلمانی: Wissen) در ایالت راینلند-فالتز در کشور آلمان واقع شده‌است.